# Middelhavsfrugtflue
Middelhavsfrugtflue (Ceratitis capitata) er en gulbrun flue som lever i Afrika syd for Sahara. Middelhavsfrugtfluens evne til at leve bedre i kølige klimaer end de fleste andre frugtfluearter og dens evne til at leve i mere end 200 tropiske frugter og grøntsager, gør at den anses for at være en af de mest ødelæggende og nedbrydende frugtskadedyr i verden. Angreb fra en middelhavsfrugtflue sænker væsentligt afgrødeudbyttet og påkræver dyre sorteringsprocesser for friske frugter og grøntsager. Det er desuden både meget dyrt og vanskeligt at udrydde fluen.

## Udseende

### Æg
Middelhavsfrugtfluens æg er kendetegnede ved deres buede form, skinnende hvide farve og glatte træk. Hvert æg er cirka 1 millimeter langt.

### Larve
Larven hos Ceratitis capitata har en almindelig frugtfluelarveform, der er cylinderformet med en smal forreste ende og fladtrykt hale. Ved slutningen af de sidste stadier af larvens liv måler de mellem 7 og 9 millimeter.

### Voksen
Ligesom hos alle andre insekter består middelhavsfrugtfluens krop af et hoved, en brystkasse og en bughule. Middelhavsfrugtfluen har et exoskelet som er lavet af kitin. Det er med til at beskytte fluens krop. Middelhavsfrugtfluen har adskillige kendetegnende kropstræk. Brystkassen har en cremet hvidlig eller let gullig farve med et karakteristisk mønster af sorte pletter. Maven er brunlig med fine sorte hår på dens overside og to lyse ringe på dens underside. Fluens vinger indeholder et bånd henover midten af vingen med mørke striber og pletter i midten af vingecellerne. Middelhavsfrugtfluen bliver typisk mellem 3 og 5 millimeter lang.
Ceratitis capitata udviser kønsdimorfi, ved at hunnerne er større end hannerne. Hunnerne varierer desuden fra hannerne ved deres gult vingemønster og et spidst æggerør som sidder bagerst på fluen. Æggerøret er ca. 1,2 mm langt, og fluen bruger den til at plante sine æg i forskellige frugter. Hannerne har mere farvestrålende iriserene øjne og længere forben end hunnerne.
|    |
| Æg |

|       |
| Larve |

|       |
| Puppe |

|     |
| Hun |

|     |
| Han |

## Udbredelse
Middelhavsfrugtfluen lever primært i Afrika syd for Sahara, men spreder sig nemt til andre dele af verden, så man finder dem også i Nordafrika, Mellemøsten, Syd- og Mellemamerika, det vestlige Australien og Sydeuropa (primært de lande der grænser op til middelhavet). Der har endda været uddbrud i USA og den er også set i Danmark nogle gange.
Grunden til at middelhavsfrugtfluen har etableret sig så mange steder er dens evne til at sprede sig gennem frugter. Hvis en flue har inficeret og lagt æg i en frugt og frugten transporteres til et ikke-inficeret område, kan fluen hurtigt etablere sig i det nye område.
Ceratitis Capitatas liv består af 4 stadier, æg-, larve-, puppe- og voksenstadiet. Hunfluerne lægger ca. 10-14 æg pr. kuld og afsætter dem lige under skrællet eller skidnet på værtsfrugten. Æggene klækkes efter et par dage og dukker op som maddiker eller larver. Fluer er kendt for at sprede sig op til afstande på 20 kilometer på jagt efter en værtsfrugt. I de tilfælde, hvor der er rigeligt værtsfrugt i nærheden, vil de ikke sprede sig mere end 100 til 200 meter inden de lægger deres æg.

### Temperatur
Middelhavsfrugtfluen er kendt for deres evne til at leve i kølige temperaturforhold sammenlignet med andre frugtfluer, men temperaturen har alligevel en væsentlig påvirkning på fluens liv. Fluerne kan fuldføre deres livscyklus på 21 dage under optimale forhold. I køligere temperaturer kan medfluens livscyklus tage helt op til 100 dage at fuldføre. I temperaturer, der er under 10 °C, ophører fluens udvikling. Æglægning hos hunner ophører med at forekomme ved temperaturer under 16 °C.

### Levetid
Levetiden for middelhavsfrugtfluer er ret kort. Ca. halvdelen af de fleste bestande dør på under 60 dage. Men kølige forhold og ordentlig næring kan gøre det muligt for nogle fluer at leve 6 måneder eller i meget sjældne tilfælde op til et år. Under laboratorieforhold, med kontrolleret diæt af sukker og protein, er hunnernes forventede levetid normalt 1,5 dag længere end hannernes. I gennemsnit er levetiden for fluerne i fangenskab 10 dage længere end for vilde fluer.
Levetiden for middelhavsfrugtfluer er også påvirket af perioder med mangel på mad. Det er vigtigt for fluernes invasionssucces, tilpasning og biodiversitet at de har en høj sultresistens og kan modstå længere perioder uden mad. Sultresistens er en egenskab, der varierer meget fra flue til flue, grundet genetik og geografisk og miljømæssig placering. Nylige undersøgelser af sultresistens hos middelhavsfrugtfluer viser, at sultresistensen falder med alderen og at fluernes diæt som både larver og voksne har en indflydelse på deres sultresistens. Desuden udviste hunner højere sultresistens end hanner. Den største indflydelse på sultresistens fluerne skyldtes alder og voksendiæt efterfulgt af køn og larvediæt.

## Føde
Blandt frugtfluearter lægger Ceratitis capitata æg og bosætter sig i det største forskellige antal af værtsfrugter. Den kan leve i over 200 forskellige typer frugter og grøntsager. Disse frugter omfatter blandt mange andre, appelsiner, citroner, grapefrugt, guava, mango, blommer og pærer. Middelhavsfrugtfluer i voksen- og larvestadiet spiser på forskellige måder.

### Larve
Fordi ernæring har afgørende for en larves vækst og udvikling, foretrækker larver at spise frugter med meget frugtkød. Højere koncentrationer af glukose og sukrose øger larvernes udvikling og vækst sammenlignet med diæter med højt indhold af stivelse og maltose.
Ved at manipulere larvernes diæter i forhold til gærsvampe og sukrose, var forskere i stand til at vise, at varierende niveauer af gær og sukrose i kosten ændrer andelen af proteiner i forhold til kulhydrater, hvilket påvirker forpuppende larvers evne til at lagre lipidreserver. Diæter med højt protein-til-kulhydrat-forhold frembragte larver med højt protein- og lipidindhold. Omvendt førte diæter med et lavt protein-til-kulhydrat-forhold til, at forpuppede larver havde relativt reducerede mængder af lipider.

### Puppe
Forskning i sammenhængen mellem citrussort, frugtdel og stadie af middelhavsfrugtfluen har fundet stærke effekter på larvernes ydeevne, mindre effekter på pupper og ingen effekter på æg. Den højeste overlevelsesrate viste sig at være på bitre appelsiner, dog opnået man den korteste udviklingstid og de tungeste pupper fra appelsinkultivarer. Kemiske egenskaber i frugt såsom surhed havde næsten ingen effekt på larver og puppers overlevelse, men større effekter på puppens vægt.

### Voksen
Voksne middelhavsfrugtfluer får oftest kulhydrater fra moden frugt og protein fra nedbrydning af frugt eller rester af fugleafføring. Mens larver foretrækker midten af frugten, foretrækker de voksne de dele af frugten der indeholder mest næring. Deres kostpræferencer er blevet bevist af undersøgelser, hvor fluerne blev placeret i toppen af appelsiner og papayaer. Fluerne bevægede sig konsekvent nedad til de dele med flest næringsstoffer, mens fluer placeret nær bunden forblev ved startposition. Voksne fluer spiser typisk midt på formiddagen eller sent om eftermiddagen.
Med hensyn til reproduktionssucces parerede hanner, der blev fodret med en diæt, der ikke består af protein, med en signifikant lavere hastighed end hanner, der blev fodret med protein. En proteinrig diæt hos hannerne er altså en væsentlig faktor i parringssuccesen for hanmiddelhavsfrugtfluer, da det øger chancen for at hunnernes modtagelighed for yderligere parringer.